# Поцнойзідль
Поцнойзідль (нім. Potzneusiedl) — громада округу Нойзідль-ам-Зее у землі Бургенланд, Австрія.
Поцнойзідль лежить на висоті  166 м над рівнем моря і займає площу  12,1 км². Громада налічує 520 мешканців. 
Густота населення 43/км².  
|                                      |
| Поцнойзідль на мапі округу та землі. |

 Адреса управління громади:  2473 Potzneusiedl.

## Демографія
Історична динаміка населення міста за даними сайту Statistik Austria

## Галерея

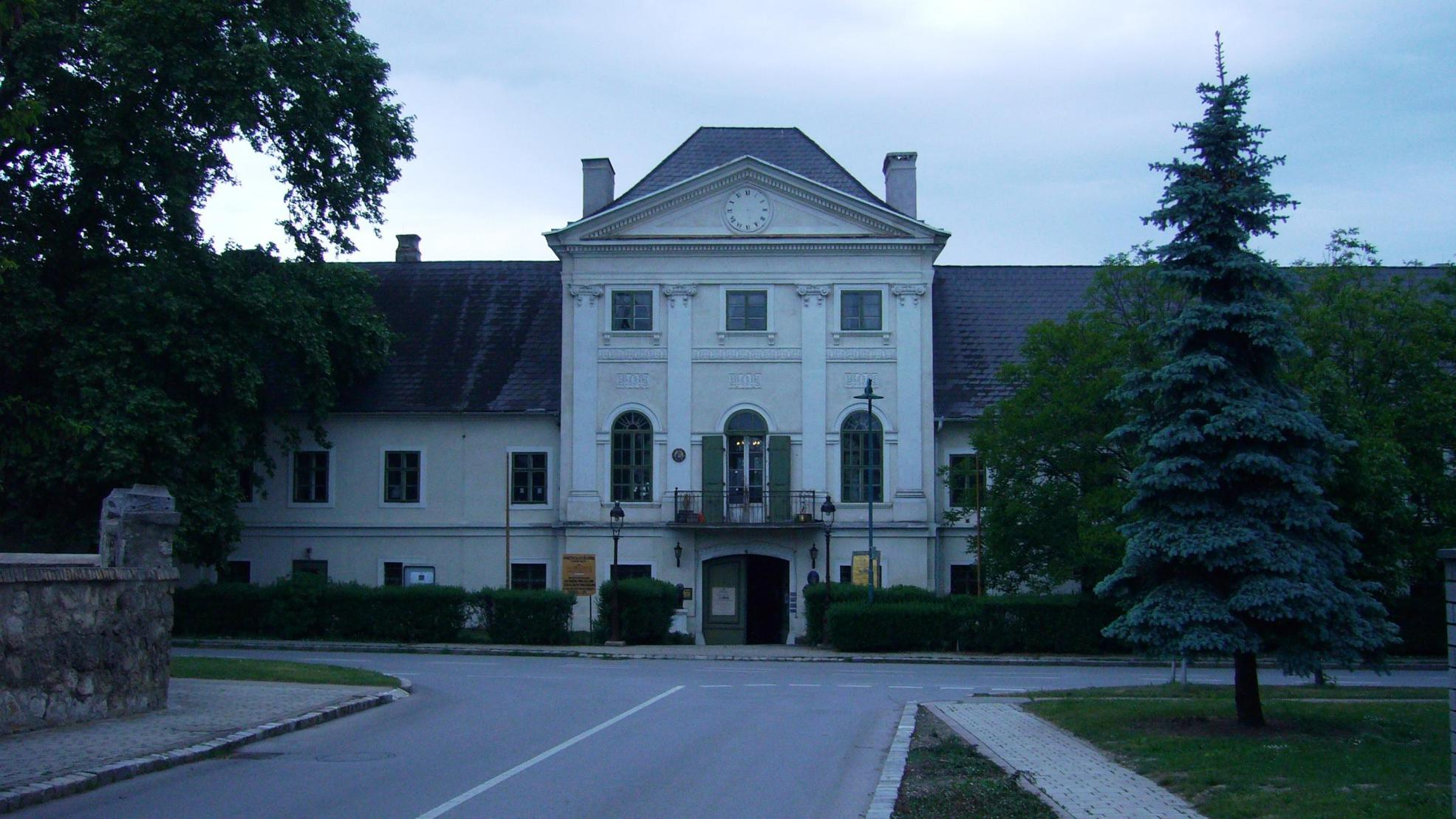
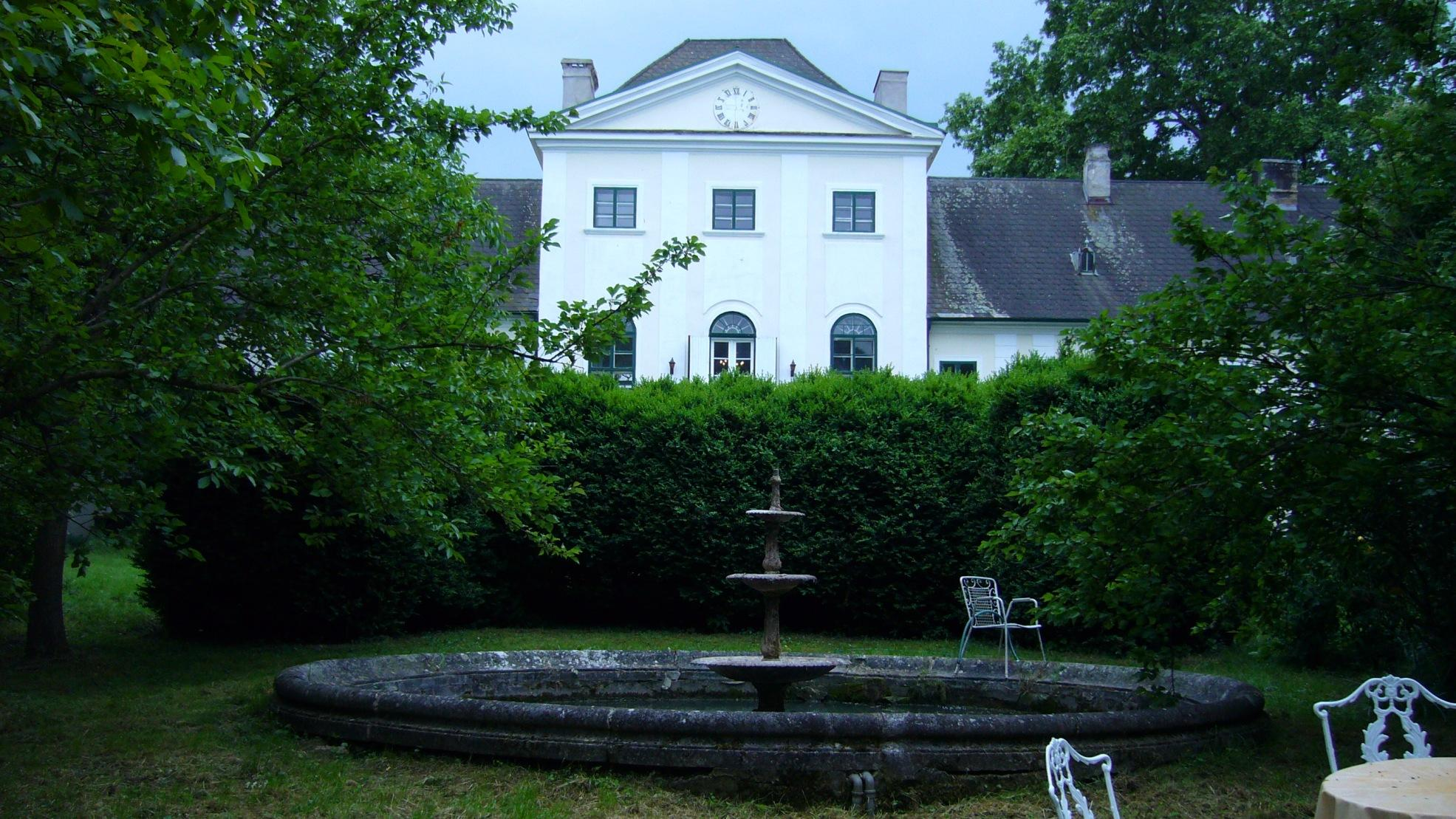
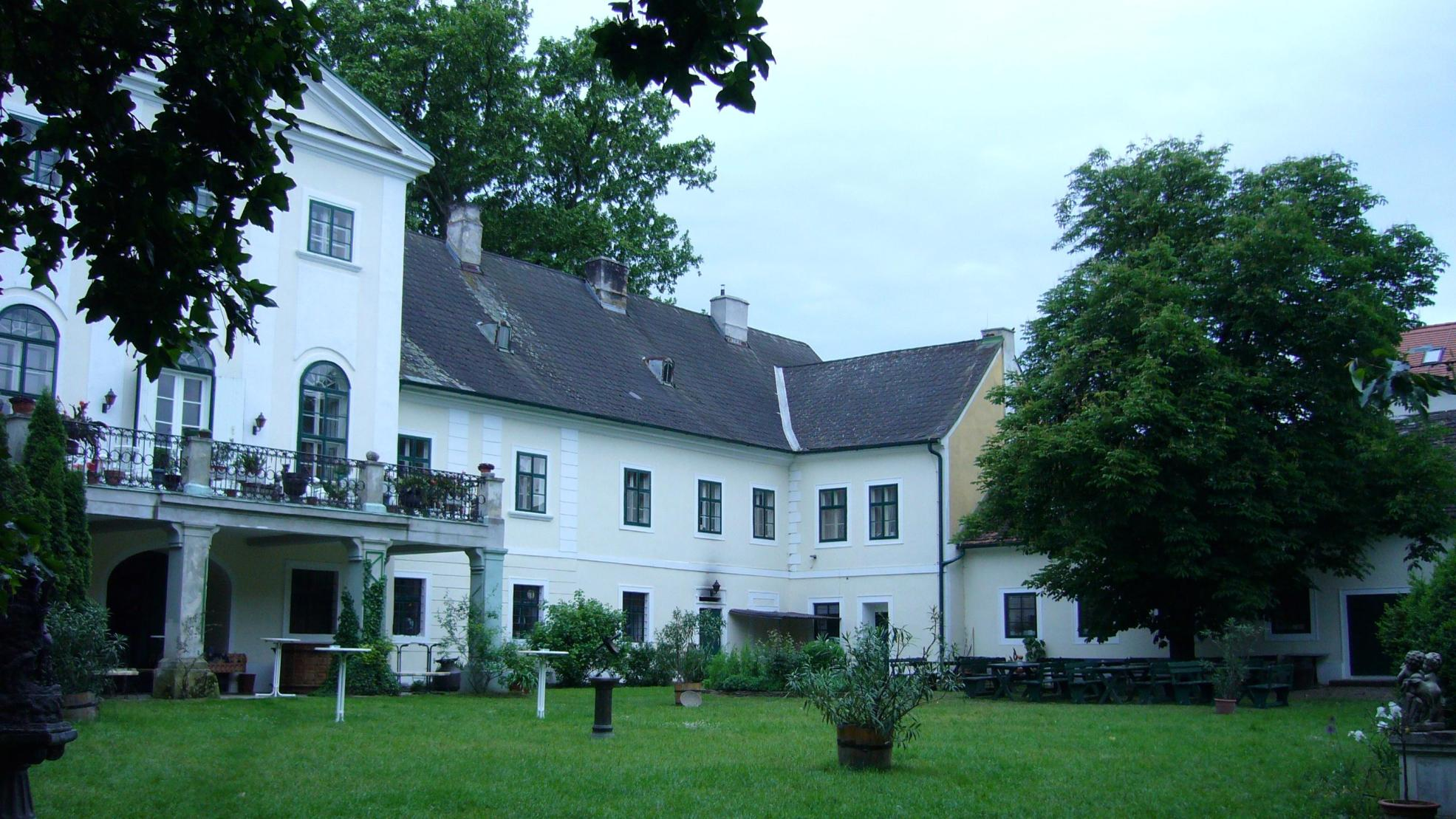

## Виноски
1. ↑  Dauersiedlungsraum der Gemeinden Politischen Bezirke und Bundesländer - Gebietsstand 1.1.2018 — Статистичне управління Австрії.
2. ↑  Einwohnerzahl 1.1.2018 nach Gemeinden mit Status, Gebietsstand 1.1.2018 — Статистичне управління Австрії.
3. ↑   www.potzneusiedl.at
4. ↑  Gemeindedaten von Potzneusiedl

| Австрія | Це незавершена стаття з географії Австрії. Ви можете допомогти проєкту, виправивши або дописавши її. |